# Sweet and Hot
Sweet and Hot (укр. Солодка і запальна) — студійний альбом американської джазової співачки Елли Фіцджеральд, вийшов на лейблі Decca Records у 1955 році. Містить треки, що були записані на початку 1950-х років і випускалися перед цим як сингли.

## Список композицій
| Сторона 1 | Сторона 1                    | Сторона 1              | Сторона 1      | Сторона 1  |
| #         | Назва                        | Автор слів             | Автор музики   | Тривалість |
| --------- | ---------------------------- | ---------------------- | -------------- | ---------- |
| 1.        | «Thanks for the Memory»      | Лео Робін              | Ральф Раінгер  | 2:28       |
| 2.        | «It Might as Well Be Spring» | Оскар Хаммерстайн II   | Річард Роджерс | 2:42       |
| 3.        | «You'll Never Know»          | Мак Гордон             | Гаррі Воррен   | 3:09       |
| 4.        | «I Can’t Get Started»        | Айра Гершвін           | Вернон Дюк     | 3:06       |
| 5.        | «Moanin’ Low»                | Говард Дієтц           | Ральф Раінгер  | 2:42       |
| 6.        | «Taking a Chance on Love»    | Тед Феттер, Джон Латуш | Вернон Дюк     | 3:08       |
| 17:15     |                              |                        |                |            |

| Сторона 2 | Сторона 2                                                       | Сторона 2            | Сторона 2       | Сторона 2  |
| #         | Назва                                                           | Автор слів           | Автор музики    | Тривалість |
| --------- | --------------------------------------------------------------- | -------------------- | --------------- | ---------- |
| 7.        | «That Old Black Magic»                                          | Джонні Мерсер        | Гарольд Арлен   | 2:30       |
| 8.        | «Old Devil Moon»                                                | Іп Харбург           | Бертон Лейн     | 2:59       |
| 9.        | «Lover, Come Back to Me»                                        | Оскар Хаммерстайн II | Зигмунд Ромберг | 2:01       |
| 10.       | «Between the Devil and the Deep Blue Sea»                       | Тед Кохлер           | Гарольд Арлен   | 2:17       |
| 11.       | «(If You Can't Sing It) You'll Have to Swing It (Mr. Paganini)» | Сем Кослоу           | Сем Кослоу      | 5:08       |
| 14:55     |                                                                 |                      |                 |            |